# Margaritopsis carrascoana
Margaritopsis carrascoana là một loài thực vật có hoa trong họ Thiến thảo. Loài này được (Delprete & E.B.Souza) C.M.Taylor & E.B.Souza mô tả khoa học đầu tiên năm 2005.